# Le Sieur Beaulard
Le Sieur Beaulard (fallecido después de 1775), fue un mercader de moda francés y diseñador de moda. 
Fue uno  de los cuatro principales comerciantes de moda junto con Rose Bertin, Madame Eloffe y Mademoiselle Alexandre durante el reinado de Luis XVI, y es descrito como el rival y predecesor de Rose Bertin como el diseñador de moda principal en Francia. Fue particularmente conocido por sus invenciones en el campo de los sombreros y tocados. Tenía clientes tanto dentro de la corte como de la aristocracia, y era internacionalmente famoso en su época. Su clienta más destacada era la reina María Antonieta. 